# Bi-Autogo
La Bi-Autogo est un prototype américain de cyclecar, construit en 1913,.
Conçu et construit par l'artiste et ingénieur de Détroit James Scripps Stand (en), il avait deux roues en bois (de 940 mm, à rayons) ainsi que deux paires de plus petites roues rétractables (une idée qui a refait surface depuis) dans la carrosserie à trois places. Muni d'un volant de direction, il avait un moteur V8 de  cylindrée 6 306 cm3 (384,8 pouces cubes), d'alésage/course de 89 × 127 mm (3,5 × 5 pouces), développant 45 hp (33,5 kW), le premier de son genre d'une société de Detroit, avec un système externe de  radiateur à tubes de cuivre et un poids de 3 200 livres (1 500 kg). Un seul exemplaire fut construit, qui se trouve dans la collection du Detroit Historical Society (en).